# Almásnyíres
Almásnyíres (románul Mesteacănu) falu Romániában, Szilágy megyében, Váralmás községben, Bánffyhunyadtól északkeletre.

## Nevének említése
Első említése 1431-ből való, 1839-ben Nyíres; 1850-1900 Nyires, 1873-ban Nyiresu, és 1920-ban Nireș néven találjuk.

## Lakossága
1880-ban 855 főből 13 fő magyar, 10 fő német. 1992-ben 491 főből 1 fő magyar, 17 fő cigány és 6 fő szlovák.
1880-ban 1 ortodox, 824 görögkatolikus, 15 római katolikus, 6 református és 9 izraelita felekezetű ember lakta a falut. 1992-ben a 37 pünkösdista és egy görögkatolikus kivételével mindenki ortodox vallású.

## Története
1370-ben az Almási várbirtokhoz tartozott. 1917-ben Jegenye római katolikus filiája. A falu a trianoni békeszerződésig Kolozs vármegye Hídalmási járásához tartozott.